# Adela Balderas
María Adela Balderas Cejudo (Bilbao, Vizcaya) es una coach, conferenciante, investigadora y profesora universitaria española.
Es doctora en administración y dirección de empresas por la Universidad de Deusto, investigadora en la Universidad de Oxford y docente del Basque Culinary Center.

## Biografía
Se licenció en filología inglesa en la Universidad de Salamanca en 1992 y después cursó posgrados de empresariales y marketing en la Universidad de Nueva York y Universidad del País Vasco. Se doctoró en empresariales y marketing en la Universidad de Deusto.
Ha sido profesora en la Universidad del País Vasco, en la Universidad de Deusto y en la Universidad de Oxford y actualmente es investigadora y profesora en la Universidad de Oxford y en la Universidad de Mondragón y una de las directoras académicas del Basque Culinary Center.
También ha sido asesora de EITB y consultora del Gobierno Vasco y profesora en el Imagine Creativity Centre en Silicon Valley en Estados Unidos. Es conferenciante en empresas y universidades nacionales e internacionales.

## Vida personal
Es hermana del abogado Javier Balderas.

## Libros
- Reinventa tu Liderazgo: 12 claves para gestionar equipos, ESIC Editorial, 2021.